# Світова федерація бірж
Світова федерація бірж (World Federation of Exchanges (WFE) – всесвітнє галузеве об'єднання організаторів торгівлі цінними паперами і похідними цінними паперами. Станом на жовтень 2009 членами об'єднання є 53 організованих фондових ринків·. Сумарна ринкова капіталізація цінних паперів учасників об'єднання становить 97% сумарної капіталізації підприємств світової економіки.
Інші біржові об'єднання:
- Asian and Oceanian Stock Exchanges Federation (AOSEF)
- African Securities Exchanges Association (ASEA)
- Federation of Euro-Asian Stock Exchanges (FEAS)
- Federation of European Securities Exchanges (FESE)
- Ibero-American Federation of Exchanges (FIAB)
- South Asian Federation of Exchanges (SAFE)
- Union of Arab Stock Exchanges (UASE)